# Psychomyia moretti
Psychomyia moretti är en nattsländeart som beskrevs av Schmid 1997. Psychomyia moretti ingår i släktet Psychomyia och familjen tunnelnattsländor. Inga underarter finns listade i Catalogue of Life.